# Debenham House
Debenham House (o Peacock House) al n. 8 Addison Road, a Londra, è una grande casa indipendente nel quartiere di Holland Park di Kensington e Chelsea, W14. Costruita in stile Arts and Crafts dall'architetto Halsey Ricardo, è un edificio classificato di I grado.

## Storia
La casa venne progettata nel 1905 per il proprietario di un grande magazzino Ernest Ridley Debenham che aveva precedentemente vissuto in un'altra casa progettata da Ricardo, al 57 di Melbury Road a Holland Park. La casa divenne nota come Debenham House solo dopo essere stata venduta alla morte di Sir Ernest. Per un certo numero di anni (almeno dal 1955 al 1962), la casa è stata una scuola residenziale, la London School of Dance, per futuri ballerini e istruttori di danza. Negli anni 1990 ha ospitato la sede della Richmond Fellowship ed è stata la sede dei Royal Garden Party.

## Architettura
L'esterno di Debenham House è in architettura italianeggiante, mentre lo stile degli interni è Arts and Crafts. È riccamente colorato ovunque. Le parti principali dell'esterno sono rivestite in variegate ceramiche Royal Doulton Carrara con pannelli interni rivestiti con mattonelle Burmantofts verdi e blu. Ricardo era un sostenitore della "policromia strutturale". I materiali vetrati erano anche destinati a resistere agli effetti dell'invecchiamento dell'aria inquinata di Londra. Il critico Jonathan Meades ha descritto la casa come "strutturalmente noiosa - un consigliere vestito da hippy".
L'interno contiene piastrelle disegnate da William De Morgan, una cupola a mosaico dipinta da Gaetano Meo e soffitti dipinti da Ernest Gimson.
La sala a cupola, elemento centrale dell'interno, ha un ballatoio al primo piano che collega le stanze al piano superiore. La decorazione in tutta la casa è straordinariamente ricca. I mosaici raffigurano membri della famiglia Debenham e soggetti della mitologia classica. Ci sono caminetti in marmo e piastrellati, vetrate disegnate da ES Prior e librerie in mogano con intarsi Art Nouveau in legno e madreperla. Gli interruttori della luce vennero appositamente progettati e realizzati dalla Birmingham Guild of Handicraft.

## Nel cinema
Gli interni hanno avuto un ruolo di primo piano nel film di Iain Softley, Le ali della colomba del 1997.
L'esterno della casa è stato utilizzato nel film Secret Ceremony, diretto da Joseph Losey. Il personaggio interpretato da Elizabeth Taylor, Leonora, risiedeva nella casa. Debenham House è apparsa anche nelle serie televisive What the Butler Saw e Spooks.
La casa è stata utilizzata come location per le riprese della serie televisiva Poirot, Lord Edgware Dies e Cards on the Table di Agatha Christie.
La casa compare anche nel film del 1949 Trottie True.